# Курбанов Мамадалі Курбанович
Мамадалі Курбанович Курбанов (січень 1905, село Учкурган Ошського повіту Ферганської області, тепер село Уч-Коргон Кадамжайського району Баткенської області, Киргизстан — 14 травня 1976, місто Ош, тепер Киргизстан) — радянський діяч, Голова Ради народних комісарів Таджицької РСР. Депутат Верховної Ради СРСР 1—2-го скликань (1937—1950). Член Центральної Ревізійної Комісії ВКП(б) (1939—1952).

## Біографія
Народився в бідній селянській родині. У 1924—1930 роках — шахтар на шахті «Кизил-Кия» Ошського району Киргизької АРСР.
Закінчив робітничі курси при гірничодобувному факультеті.
Член ВКП(б) з 1930 року.
У 1930—1931 роках — начальник станції порятунку і техніки безпеки шахти «Кизил-Кия» Киргизької АРСР.
У 1931—1933 роках — начальник шахти «Кизил-Кия» Киргизької АРСР.
У 1933—1936 роках — керуючий рудника «Шуроб-вугілля» Таджицької РСР.
У 1936—1937 роках — народний комісар місцевої промисловості Таджицької РСР, завідувач транспортного і промислового відділу ЦК КП(б) Таджикистану.
У 1937 році — народний комісар землеробства Таджицької РСР, заступник голови Ради народних комісарів Таджицької РСР.
16 вересня (офіційно 14 жовтня) 1937 — квітень 1946 року — Голова Ради народних комісарів Таджицької РСР.
У 1946 році — 1-й заступник міністра сільського господарства Узбецької РСР.
У 1947—1949 роках — 1-й заступник голови виконавчого комітету Ферганської обласної ради депутатів трудящих Узбецької РСР.
У 1949—1950 роках — 1-й заступник міністра легкої промисловості Киргизької РСР.
У 1950—1957 роках — 1-й заступник голови виконавчого комітету Ошської обласної ради депутатів трудящих Киргизької РСР.
У 1957—1960 роках — голова виконавчого комітету Ошської міської ради депутатів трудящих Киргизької РСР.
У 1960—1967 роках — генеральний директор Памірського виробничого автотранспортного підприємства (місто Ош), що забезпечувало перевезення вантажів по автомагістралі Ош—Хорог в Таджицьку РСР.
Потім — персональний пенсіонер союзного значення в місті Ош Киргизької РСР.
Похований на південному схилі гори Сулайман-Тоо міста Ош в Киргизії.

## Нагороди
- два ордени Леніна (17.10.1939, 3.01.1944)
- орден Вітчизняної війни І ст.
- орден Трудового Червоного Прапора (25.04.1941)
- три ордени «Знак Пошани» (28.04.1940,)
- медалі